# Lily Tuck
Lily Tuck, née le 10 octobre 1938 à Paris, est une écrivaine américaine.

## Biographie

### Enfance et formation
Lily Tuck naît Liliane Alice Solmsen à Paris le 10 octobre 1938.
Ses parents, le producteur de films Rodolphe Solmsen (parfois orthographié Rudolf et connu sous le nom de Rudy) et Irène Solmsen (née Schultze-Jena), sont juifs allemands.
En 1939, après la déclaration de guerre, ils décident de quitter l’Europe. Son père s'engage dans la Légion étrangère, servant en Afrique du Nord, et l'auteure part avec sa mère quelques années au Pérou puis une année en Uruguay. A la fin de la Seconde Guerre mondiale, la famille retourne ensemble à Paris mais ses parents divorcent peu de temps après.
En 1947, Lily Tuck émigre aux États-Unis avec sa mère et s'installe à New York. Cette dernière y épouse Gustav Hermann Kinnicutt en 1948. L'auteure partage son temps entre ses deux parents, vivant avec son père en Italie pendant les étés.
En 1956, elle s'inscrit au Radcliffe College et obtient un diplôme en anglais en 1960.
Elle reprendra ses études en 1975 à la Sorbonne et obtiendra un master en littérature américaine.

### Carrière
Lily Tuck commence par écrire des nouvelles puis, au début des années 1970, débute l'écriture de son premier roman basé sur la disparition de Jim Thompson, un homme d'affaires américain et collectionneur d'art qu'elle connaissait et qui a disparu en Malaisie dans les années 1960. Elle soumet son roman à de nombreux éditeurs entre 1975 et 1980 mais il ne sera jamais publié.
Elle continue malgré tout à écrire, soumettant des histoires à des magazines tels que The New Yorker, Fiction, Antioch Review et The Village Voice,. Elle traduit également deux livres français : Camille : La vie de Camille Claudel, muse et maîtresse de Rodin (de Reine-Marie Paris, 1988) et Zola : Photographe (de François Émile-Zola et Missen, 1988).
En 1988, elle s'inscrit à un atelier d'écriture avec l'éditeur Gordon Lish, qui travaille alors chez Alfred A. Knopf. Ce dernier devient le mentor de Lily Tuck, commentant ses écrits et supervisant la publication en 1991 de son premier livre, à l'âge de 53 ans, Interviewing Matisse or the Woman Who Died Standing Up.
Cinq ans plus tard, elle publie son deuxième roman, The Woman Who Walked on Water, édité par Riverhead Books. Pour son troisième roman, Siam ou la femme qui a tiré sur un homme sorti en 1999, elle s'inspire de sa vie en Thaïlande, les personnages centraux étant de jeunes mariés qui s'installent dans le pays au début de la guerre du Vietnam. Il incorpore également des parties retravaillées de son roman inédit sur la disparition de Jim Thompson. En plus de recevoir de bonnes critiques, le livre est nommé pour le PEN/Faulkner Award for Fiction 2000.
En 2002 sort un recueil de nouvelles, Limbo, and Other Places I Have Lived: Short Stories. Puis elle obtient le National Book Award en 2004 pour Paraguay, un roman historique sur l'histoire d'amour entre le dictateur paraguayen Francisco Solano Lopez et Ella Lynch,,,. Cette victoire surprend certains critiques regrettant la sélection des cinq finalistes, toutes des femmes vivant à New York, encore relativement peu connues et dont les livres nommés avaient eu des ventes modestes. Cette victoire attire en outre l'attention du gouvernement paraguayen qui invite l'auteure à visiter le pays dans lequel elle ne s'est jamais rendue. Sa visite suscite la controverse, certains citoyens étant irrités par son portrait du dictateur Francisco Solano Lopez, encore souvent considéré comme un héros national.
En 2005, elle est invitée en Thaïlande pour prononcer le discours d'ouverture du SEA Write Award (Southeast Asian Writers Award). Son invitation est finalement annulée par le président du comité d'organisation en raison du « contenu historique controversé » et des sensibilités entourant la mention de la royauté thaïlandaise dans son roman Siam ou la femme qui a tiré sur un homme.
À partir de 2004, elle continue à publier des romans et d'autres ouvrages comme The Double Life of Liliane (roman autobiographique, 2015), Heathcliff Redux : A Novella and Stories (collection, 2020), The House at Belle Fontaine : Stories (recueil de nouvelles, 2013), La probabilité du bonheur (roman, 2011), Sisters (roman, 2017) et Woman of Rome : A Life of Elsa Morante (biographie, 2008),,,,.
En 2018, elle reçoit la bourse Guggenheim.

### Vie privée
En 1962, elle épouse Ethan "John" Emery, diplômé de l'Université Harvard. Peu de temps après leur mariage, le couple déménage à Bangkok, en Thaïlande, où naît l'aîné de leurs trois enfants, Josiah. Après leur retour aux États-Unis naissent Dana et Matthew. Le couple divorce en 1970.
À la fin des années 1970, elle épouse l'avocat Edward H. Tuck, qui a déjà trois enfants de son premier mariage : Edward, Matthew et Jessica. Ils s'installent à New York.
En 2002, Edward H. Tuck décède d'un cancer,.
Depuis 2022, elle partage son temps entre New York et Ilesboro dans le Maine,.

## Œuvres traduites en français
- Paraguay [« The News from Paraguay »], trad. d’Oristelle Bonis, Paris, Éditions Jacqueline Chambon, 2009, 299 p.  (ISBN 978-2-7427-8810-1)[5],[6]
- Siam ou La femme qui tua un homme [« Siam or The Woman Who Shot a Man »], trad. de Frédéric Joly, Paris, Éditions Jacqueline Chambon, 2012, 221 p.  (ISBN 978-2-7427-9721-9)
- La Probabilité du bonheur [« I Married You for Happiness »], trad. de Patrice Repusseau, Paris, Éditions Jacqueline Chambon, 2014, 224 p.  (ISBN 978-2-330-03298-2)